# Il·líria (província romana)
La província romana d'Il·líria va ser una província romana de la costa oriental de la mar Adriàtica. El seu nom grec era Ἰλλυρίς ('Illyris') i en llatí es deia Illyricum. El nom Illyria pràcticament no el van usar els autors clàssics. Correspon a les actuals Croàcia, amb Dalmàcia), Bòsnia i Hercegovina, Montenegro i una part d'Albània.
La Il·líria romana estava dividida en tres districtes: 
- Iapídia al nord, fins al riu Tedanius (Zermagna)
- Libúrnia, entre el riu Arsia (a l'est d'Ístria) i el Titius. La part nord d'aquest districte era coneguda amb el nom de Dalmàcia vèneta.
- Dalmàcia entre el Naro i el Tilurus o Nestus

## Conquesta romana
En el regnat de Genci, el darrer rei d'Il·líria, els dàlmates es van independitzar, l'any 180 aC, i Genci es va dedicar a la pirateria a la mar Adriàtica. Això va provocar l'hostilitat romana que no va acceptar les seves excuses. El pretor Luci Anici Gal, va entrar al país i en trenta dies va posar fi a la Tercera guerra il·líria, ocupant la capital Scodra, (Scutari), on Gentius s'havia refugiat l'any 168 aC i va incorporar el país als dominis de la República romana que el va dividir en tres districtes, segons diuen Polibi, Titus Livi i Apià.
L'any 27 aC Il·líria era una província senatorial governada per un procònsol però les revoltes que es van produir, ja que els il·liris volien recuperar la seva llibertat, van aconsellar mantenir una força militar important a la regió i l'any 11 aC la regió es va convertir en una província imperial amb Publi Corneli Dolabel·la com a legat. Diverses legions es van estacionar a la zona i encara es poden veure avui en dia certes inscripcions de la Legió VII Claudia i la Legió XI Claudia.
La província, sense capital determinada, es va dividir en convents jurídics subdividits en decúries; Scardona, Salona (amb 382 decúries segons Plini el Vell) i Narona. Iadera, Salona, Narona i Epidaure d'Il·líria van ser colònies romanes i Apol·lònia d'Il·líria i Còrcira ciutats lliures. Es creu que el legat només tenia jurisdicció sobre la part marítima del territori i que la part a l'interior depenia del governador de Pannònia. Salona va acabar convertida en la capital provincial i el governador va ser anomenat praeses. L'historiador Dió Cassi i el seu pare Cassi Apronià van ser governadors d'Il·líria.
Cap a l'any 65 aC el Illyricus Limes o frontera d'Il·líria estava formada per les províncies del Nòric, Pannònia (Inferior i Superior), Mèsia (inferior i Superior), Dàcia i Tràcia. Aquesta concepció va seguir fins al temps de Constantí que va separar d'Il·líria la Mèsia Inferior i la Tràcia però li va afegir Macedònia, Tessàlia, Acaia, Epirus Vetus i Epirus Nova, Prevalitana i Creta i va ser una de les quatre grans divisions de l'Imperi governades per prefectes del Pretori. L'any 395 la Il·líria oriental amb Macedònia, Tessàlia, Vell Epir, Nou Epir, Acaia, Prevalitana i Creta va ser incorporada a l'Imperi oriental i Nòric, Pannònia, Dalmàcia, Sàvia (Savia) i Valèria Ripense (Valeria Ripensis) a l'occidental.
La principal via era la via Egnàcia i en el seu itinerari hi havia les següents estacions a la província d'Il·líria:
- Dirràquium o Apol·lònia.
- Clodiana (al riu Skumbi).
- Scampae (Elbasan).
- Trajectus Genusi (al riu Genusus).
- Ad Dianam (al riu Skumbi).
- Candavia (al riu Skumbi).
- Tres Tabernae (al riu Skumbi).
- Pons Servilii et Claudanum (al riu Drina)
- Patrae (al riu Drina)
- Lychnidus (Ocrida).
- Brucida (prop de Prespa).
- Scirtiana (prop de Prespa).
- Castra (Prop de Prespa).
- Nicaea (prop de Prespa).
- Heracleia (Prop de Prespa).

## Reforma de Dioclecià
A la divisió de l'Imperi que va fer l'any 395 Dioclecià va dividir la província d'Il·líria o Dalmàcia en dues parts: a l'oest la Dalmàcia i l'est la Prevalitana. Marcel·lí, «Patrici d'Occident» va prendre el control de la part marítima i va construir una flota mentre reclamava el domini de la mar Adriàtica. Més tard, Il·líria va quedar en poder dels visigots, que els romans d'Orient havien expulsat d'altres territoris. Alaric que havia dirigit els atacs, va ser reconegut com a Magister Militum l'any 398 pels romans d'Orient, fins que en va sortir el 401, i el 405 per l'emperador d'Occident, fins que en va marxar el 408. Àtila va ser derrotat a la regió, a la fortalesa d'Azimus a la frontera amb Tràcia, l'any 447 aC.

## Imperi Romà d'Orient
Els romans d'Orient consideraven les costes d'Il·líria de gran importància per a la cort de Constantinoble, degut al comerç constant que transportaven les caravanes que arribaven a la riba Nord de la mar Negra i arribaven a Constantinoble des d'on es distribuïen per l'oest d'Europa. Van considerar de la màxima importància la defensa de dos punts de l'itinerari, Tessalònica i Dirràquium, les dues ciutats que dominaven els extrems de la via Egnatia, el camí habitual entre Constantinoble i l'Adriàtic. Van deixar l'interior del país als àvars i als eslaus que s'hi van establir permanentment, fins i tot als dos costats de la via Egnatia, però la carretera va quedar sempre lliure d'obstacles. Heracli (610-641) va dominar altre cop el país i hi va establir colònies d'eslaus, mentre la població original il·líria era absorbida o empesa més al sud.